# 丰盛肖峭
丰盛肖峭（学名：Tetragnatha plena）为肖峭科肖峭属的动物。在中国大陆，分布于苏州或牯岭、四川等地。该物种的模式产地在苏州或牯岭。